# Суйск
Суйск — село в Старожиловском районе Рязанской области, входит в состав Ленинского сельского поселения.

## География
Село расположено на берегу реки Итья в 8 км на юго-восток от центра поселения посёлка Совхоз имени Ленина и в 18 км на юго-восток от райцентра рабочего посёлка Старожилово на автодороге 61К-006 Рязань — Ряжск. 

## История
Суйск, в качестве села упоминается в писцовых книгах Каменского стана в списке с Рязанских платежных 1628 и 1629 года, где село это значилось «за казаком за Иваном Фёдоровым сыном Мятлевым, да за казаком за Назарьем Микитиным Калачёвым, да за казаком Сафоном Иевлевым, да за есаулом за Онтоном Назарьевым». По окладной книге 1676 года, у Борисоглебской церкви значился двор попа Ивана, двор дьячка Дорофея. Церковной пашни было 10 четвертей «в поле, а в дву потомуж, сенных покосов на пятьдесят копён, да в приходе в той (Борисоглебской) церкви в том селе Суйске девятнадцать дворов помещиковых, двадцеть два двора крестьянских, три двора бобыльских, и всего 46 дворов». На месте упомянутой в XVII веке старой Борисоглебской церкви и пришедшей в ветхость в 1749 году была построена новая деревянная церковь с прежним храмонаименованием. В 1838 году была начата постройка новой каменной церкви с Митрофановским приделом. Окончено её построение было только в 1850 году на средства прихожан и разных благотворителей. В 1899 году храм был возобновлён и освящён в конце года местным священником Прудковым. В клировой ведомости за 1915 год указано, что храм был каменный с такой же колокольней в одной связи, покрыт железом. Настоящая её часть холодная, а трапезная тёплая. Вокруг храма была каменная ограда. Престолов было два: во имя Благоверных князей Бориса и Глеба и в приделе во имя Святителя Митрофания и св. ап. Матфея. Утварью церковь была обеспечена достаточно. 
В списке недействующих церквей по Старожиловскому району на 15 сентября 1940 года значилась церковь в селе Суйск, кирпичная, закрытая в 1933 году под школу, «не переоборудована, временно занята под зернохранилище колхоза». 
В XIX — начале XX века село являлось центром Суйской волости Пронского уезда Рязанской губернии. В 1906 году в селе было 58 дворов.
С 1929 года село являлось центром Суйского сельсовета Старожиловского района Рязанского округа Московской области, с 1937 года — в составе Рязанской области, с 2005 года — в составе Ленинского сельского поселения.

## Население
| 1859 | 1897 | 1906 | 2010 |
| ---- | ---- | ---- | ---- |
| 570  | ↗594 | ↘555 | ↘126 |

## Достопримечательности
В селе находится недействующая Борисоглебская церковь (1850).